# نادي 3 فبراير
نادي 3 فبراير (Club Atlético 3 de Febrero) هو نادي كرة قدم باراغواياني محترف من مدينة سيوداد ديل استي ، عاصمة مقاطعة ألتو بارانا . تأسس النادي في عام 1970، وتم تسميته على اسم يوم القديس بليز ، 3 فبراير. لعب النادي 9 مواسم في دوري الدرجة الأولى . يلعب حاليًا في الدرجة الثالثة.
في عام 2004 فاز النادي بلقب الدرجة الثانية وصعد إلى الدرجة الأولى .